# Edward Pigott
Edward Pigott (1753-1825) était un astronome anglais.

## Biographie
Il était le fils de l'astronome Nathaniel Pigott (en) et d'Anna Mathurine de Bériot (1727–1792). Le travail de Pigott fut principalement axé sur les étoiles variables. Formé en France, né d'une mère de Louvain, la famille déménage à York en Angleterre en 1781. En dépit de leur différence d'âge, il était un ami et collaborateur de John Goodricke (son cousin éloigné) jusqu'à la mort prématurée de ce dernier à l'âge de 21 ans, en 1786.
En 1785, Pigott a informé la Société royale de la découverte d'une nouvelle étoile variable. Ce fut l'étoile Eta Aquilae qu'il avait identifié l'année précédente. Il correspondait avec les plus grands astronomes de son époque, y compris William Herschel et Nevil Maskelyne.
Pigott a déménagé à Bath en 1796. Les carnets de Pigott se trouvent aux archives de York.
Il a laissé son nom à la comète périodique 226P/Pigott-LINEAR-Kowalski, qu'il observa en 1783 et qui fut ensuite perdue, avant d'être retrouvée par l'astronome américain Richard A. Kowalski.

## Distinctions
L'astéroïde (10220) Pigott est nommé d'après Edward Pigott. Il a été découvert par Roy A. Tucker à l'observatoire de Tucson, Arizona qui porte le nom de Pigott et celui de son ami Goodricke.